# آن كيركباتريك
آن كيركباتريك (بالإنجليزية: Anne Kirkpatrick)‏ هي مغنية أسترالية، ولدت في 4 يوليو 1952.

## وصلات خارجية
- الموقع الرسمي
- آن كيركباتريك على موقع IMDb (الإنجليزية)
- آن كيركباتريك على موقع ميوزك برينز (الإنجليزية)
- آن كيركباتريك على موقع ديسكوغز (الإنجليزية)